# アリシア・バウムガードナー
アリシア・バウムガードナー（Alycia Baumgardner、1994年5月24日 - ）は、アメリカ合衆国の女子プロボクサー。オハイオ州フリーモント出身。スーパーバッド・ボクシング・ジム所属。現WBA・WBC・IBF・WBO女子世界スーパーフェザー級統一王者。
父はアフリカ系アメリカ人であり、母はドイツ・日本・韓国の血を引いている。

## 来歴
2017年5月4日、プロデビュー。4戦連続で1回TKO勝利。
2018年2月10日、Nydia FelicianoとのWBC女子インターナショナル王座決定戦に挑み、判定でプロ初タイトル獲得。
ノンタイトル1戦を挟んだ後、クリスティーナ・リナルダトゥに判定でプロ初黒星を喫しインターナショナル王座陥落。
その後は再起して4連勝。
2021年12月、マッチルーム・ボクシングと契約。
12月14日、テリー・ハーパーが持つWBC・IBO王座に挑戦し、4回KOで王座奪取成功
2022年4月16日、マンチェスター・アリーナにてエディス・マティセ相手にWBC・IBO王座の防衛戦を行い、3-0（100–90×3）の判定で初防衛に成功。
9月10日、イギリス・ロンドンのO2アリーナにてWBO・IBF王者ミカエラ・メイヤーとの王座統一戦に挑む予定だったが、エリザベス女王崩御のため延期となり、10月15日に行われる。試合は2-1（96-95×2、93-97）の判定でメイヤーに初黒星をつけるとともに王座統一を果たした。

### 4団体統一
2023年2月4日、ニューヨークのマディソン・スクエア・ガーデン・シアターにてWBC・IBO・WBO・IBFの防衛戦と崔賢美の負傷により休養王者となったためセットされたWBA王座決定戦を兼ねて、元WBC暫定王者のエレム・メクハルドと対戦し、3回に2度のダウンを奪い3-0判定で勝利、5団体王座統一を果たした。
2023年7月15日、ミシガン州デトロイトのメソニック・テンプルにて5団体統一王座防衛戦としてクリスティーナ・リナルダドゥと5年ぶりの再戦を果たし、10回3-0（99-91、98-92×2）の判定勝ちを収め5年前に敗北したリベンジを果たすと同時に5団体王座の防衛に成功した。
2023年8月16日、リナルダドゥ戦前の7月12日にバウムガードナーのプロモーターであるマッチルーム・ボクシングがこの試合のために契約したドラッグ・フリー・スポーツ社が行った薬物検査で、バウムガードナーが禁止薬物であるメステロロンとメテノロンアセタートの代謝物に陽性反応を示し、その検査結果が8月10日に関係各所に通知されていたことが報じられた。
2024年1月15日、WBCは調査を行った上でバウムガードナーが禁止薬物を意図的に摂取したという証明がなされなかったと決定を下し、検査から1年間（2024年7月12日まで）の保護観察処分と規定のドーピング検査の受検を科する一方、WBC王座については保持を認めると発表した。一方、ボクシング・コミッション協会はバウムガードナーに対して一時的な出場停止処分を科している。
2024年9月27日、4団体女子世界スーパーフェザー級タイトルマッチかつ出場停止処分明けの復帰戦としてWBA・WBC女子世界同級1位ならびに元WBC・IBF女子世界ライト級王者のデルフィーヌ・ペルスーンと対戦するも、4回終盤に偶然のバッティングでペルスーンが右眉を切り裂き大量出血を起こし、ドクターストップで無効試合となった。当初はドーピングの影響でWBC女子世界同級王座のみを賭ける予定だったが、試合から3日前の同年9月24日にWBAがタイトルマッチを承認、その後IBFとWBOも後を追う形で承認したため4団体タイトルマッチとして行われることとなった。

## 戦績
- プロボクシング：17戦 15勝 (7KO) 1敗 1無効試合

| 戦           | 日付           | 勝敗 | 時間    | 内容    | 対戦相手                                 | 国籍           | 備考                                                                                        |
| ------------ | -------------- | ---- | ------- | ------- | ---------------------------------------- | -------------- | ------------------------------------------------------------------------------------------- |
| 1            | 2017年3月4日   | ☆    | 1R 2:38 | KO      | ブリタイン・ハート                       | アメリカ合衆国 | プロデビュー戦                                                                              |
| 2            | 2017年3月26日  | ☆    | 1R 1:03 | TKO     | ウェンディ・トニー                       | アメリカ合衆国 |                                                                                             |
| 3            | 2017年6月30日  | ☆    | 1R      | TKO     | ラシャンダ・タブロン                     | アメリカ合衆国 |                                                                                             |
| 4            | 2017年8月25日  | ☆    | 1R 0:36 | TKO     | ブリットニー・アルティス                 | アメリカ合衆国 |                                                                                             |
| 5            | 2018年2月10日  | ☆    | 8R      | 判定3-0 | ニディア・フェリシアーノ                 | アメリカ合衆国 | WBCインターナショナル女子スーパーフェザー級王座決定戦                                       |
| 6            | 2018年4月27日  | ☆    | 6R      | 判定2-1 | カースティ・シモンズ                     | アメリカ合衆国 |                                                                                             |
| 7            | 2018年7月28日  | ★    | 8R      | 判定1-2 | クリスティーナ・リナルダトゥ             | ギリシャ       | WBCインターナショナル陥落                                                                   |
| 8            | 2019年5月10日  | ☆    | 1R 1:08 | TKO     | ガブリエラ・メゼイ                       | ハンガリー     |                                                                                             |
| 9            | 2019年11月2日  | ☆    | 6R      | 判定3-0 | アンネトテ・パベーヨ                     | メキシコ       |                                                                                             |
| 10           | 2019年12月14日 | ☆    | 1R 1:46 | TKO     | クリスティーナ・デル・バージェ・パチェコ | アルゼンチン   |                                                                                             |
| 11           | 2021年8月14日  | ☆    | 8R      | 判定3-0 | バネッサ・ブラッドフォード               | カナダ         |                                                                                             |
| 12           | 2021年11月13日 | ☆    | 4R 0:23 | TKO     | テリー・ハーパー                         | イギリス       | WBC女子世界スーパーフェザー級タイトルマッチ WBC・IBO獲得                                    |
| 13           | 2022年4月16日  | ☆    | 10R     | 判定3-0 | エディス・マティセ                       | アルゼンチン   | WBC防衛1                                                                                    |
| 14           | 2022年10月15日 | ☆    | 10R     | 判定2-1 | ミカエラ・メイヤー                       | アメリカ合衆国 | WBC・IBF・WBO女子世界スーパーフェザー級王座統一戦 WBC防衛2 IBF・WBO・リングマガジン王座獲得 |
| 15           | 2023年2月4日   | ☆    | 10R     | 判定3-0 | エレム・メクハルド                       | フランス       | WBA女子世界スーパーフェザー級王座決定戦 WBC防衛3・IBF防衛1・WBO防衛1                        |
| 16           | 2023年7月15日  | ☆    | 10R     | 判定3-0 | クリスティーナ・リナルタドゥ             | ギリシャ       | WBA防衛1・WBC防衛4・IBF防衛2・WBO防衛2                                                      |
| 17           | 2024年9月27日  | -    | 4R 1:15 | NC      | デルフィーヌ・ペルスーン                 | ベルギー       | WBA・WBC・IBF・WBO女子世界スーパーフェザー級タイトルマッチ                                  |
| テンプレート |                |      |         |         |                                          |                |                                                                                             |

## 獲得タイトル
プロ
- WBC女子インターナショナルスーパーフェザー級王座
- WBC女子世界スーパーフェザー級王座（防衛4）
- IBO女子世界スーパーフェザー級王座（防衛4）
- WBO女子世界スーパーフェザー級王座（防衛2）
- IBF女子世界スーパーフェザー級王座（防衛2）
- リングマガジン女子世界スーパーフェザー級王座
- WBA女子世界スーパーフェザー級王座（防衛1）